# بريت إلدريدج
بريت إلدريدج (بالإنجليزية: Brett Eldredge)‏ هو ملحن ومغن مؤلف أمريكي، ولد في 23 مارس 1986 في باريس في الولايات المتحدة.

## وصلات خارجية
- الموقع الرسمي
- بريت إلدريدج على موقع IMDb (الإنجليزية)
- بريت إلدريدج على موقع ميوزك برينز (الإنجليزية)
- بريت إلدريدج على موقع أول ميوزيك (الإنجليزية)
- بريت إلدريدج على موقع ديسكوغز (الإنجليزية)
- بريت إلدريدج على موقع قاعدة بيانات الفيلم (الإنجليزية)